# ハリサウルス
ハリサウルス（学名：Halisaurus）は、モササウルス科に属する海生爬虫類の絶滅した属。角骨と頭蓋底の断片からなるホロタイプ標本はアメリカ合衆国ニュージャージー州 Hornerstown 付近で発見され、比較的特異な特徴の結び付きが解明され、新属の記載に至った。オスニエル・チャールズ・マーシュは1869年にこの生物に「海トカゲ」を意味する学名を冠したが、その名が魚類のハロサウルスに占有されていると彼が考え、1870年にバプトサウルス（Baptosaurus）に改名した。現在の命名規約によると、ハリサウルスとハロサウルスの間には十分なスペルの違いがあり、代わりとなる学名が不要であるため、バプトサウルスはジュニアシノニムとして扱われる。
記載以来、より完全度の高い化石が世界中の化石堆積層から発見されており、特に完全な骨格がモロッコとアメリカ合衆国で出土している。特異的な特徴ゆえにハリサウルスはモササウルス科の体系において主要な属であり、ハリサウルス亜科を代表する。
全長は3- 4メートルと、モササウルス科の基準では比較的小型である。ダラサウルスのようなさらに基盤的なモササウルス科よりは大型であるが、クリダステスの大型種やティロサウルスといった同時代のモササウルス科の影響で小型化したと考えられている。

## 記載

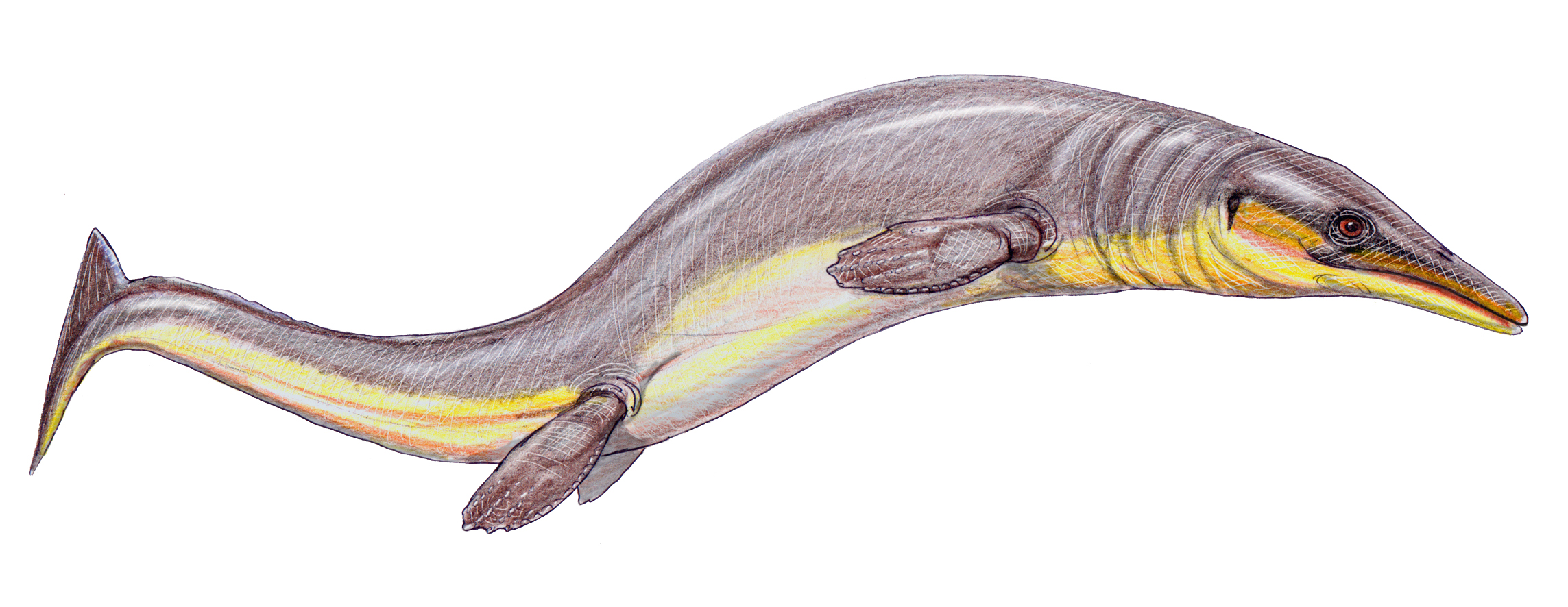
ハリサウルス・アランボウルギの復元。本属で最も完全に知られている種である

ハリサウルスはモササウルス科の進化史において比較的初期の後期白亜紀サントニアンに出現した。そのため、一般的なハリサウルス亜科と同様に、ハリサウルスには原始的な特徴が多く確認されている。ハリサウルス・プラティスポンディルスとハリサウルス・アランボウルギのいずれもが全長3 - 4メートルに達し、ハリサウルス・オンコグナトゥスは化石が失われているため推定が困難だが、前者2種とほぼ同様の全長だった可能性が高い。
他のハリサウルス亜科と同様に、ハリサウルスのヒレは分化が進んでおらず、より派生的なモササウルス科の持つ hydrophalangy を持たない。他の小型ないし中型のモササウルス科は優れた遊泳能力を誇っており、ハリサウルスが小型であることを考えると、ハリサウルスの遊泳能力が比較的低いことは驚くべきことである。ハリサウルス亜科に属する他の種であるフォスフォロサウルス・ポンペテレガンスの記載では、hydrophalangy を持たないことの埋め合わせとしてヒレの特殊化が進行していることが明かされた。

## 分類と種
モササウルス科におけるハリサウルスの位置付けは長きにわたって物議を醸した。ハリサウルス・プラティスポンディルスのタイプ標本は全身ではなく角骨と頭蓋底が保存されているのみであり、ハリサウルスについて多くの情報が明かされているわけではないが、D・A・ラッセルの論文 Systematics and Morphology of American Mosasaurs (1967) で言及がなされた。角骨はプラテカルプスのものに似るが前面ではより対称的なハート型をなし、後方の側面では凸状の前腹側輪郭でわずかに膨らみを帯び、クリダステスと同様に関節表面の前外部縁と連続している。プテラカルプスとクリダステスはそれぞれがプリオプラテカルプス亜科とモササウルス亜科に分類されるため、ハリサウルスが両者それぞれに類似しているのは解釈が困難であった。ラッセルはハリサウルス・オンコグナトゥスに分類される標本の中耳骨上の隆起に基づき、ハリサウルスをプリオプラテカルプス亜科に分類した。
1980年代から1990年代にかけての発見により、ハリサウルスの研究は大きく進展し、ハリサウルス・プラティスポンディルスのより完全なタイプ標本が発見され、Lingham-Soliar が1996年の論文で Phosphorosaurus ortliebi をハリサウルス属に分類した。2005年にハリサウルス・ステルンベルギはナタリー・バーデットらによる新種ハリサウルス・アランボウルギの記載と同時に新属エオナタトルとして独立した。エオナタトルはハリサウルスとごく近縁であると記載され、2属は新設されたハリサウルス亜科に分類され、より派生的なモササウルス科との姉妹群と考えられた。
Tiago R. Simões らによる2017年5月の系統解析では、ハリサウルス含むハリサウルス亜科はモササウルス亜科の姉妹群であると判明した。これはティロサウルスやプレシオプラテカルプスよりもハリサウルス亜科がモササウルス亜科に近縁であることを支持している。

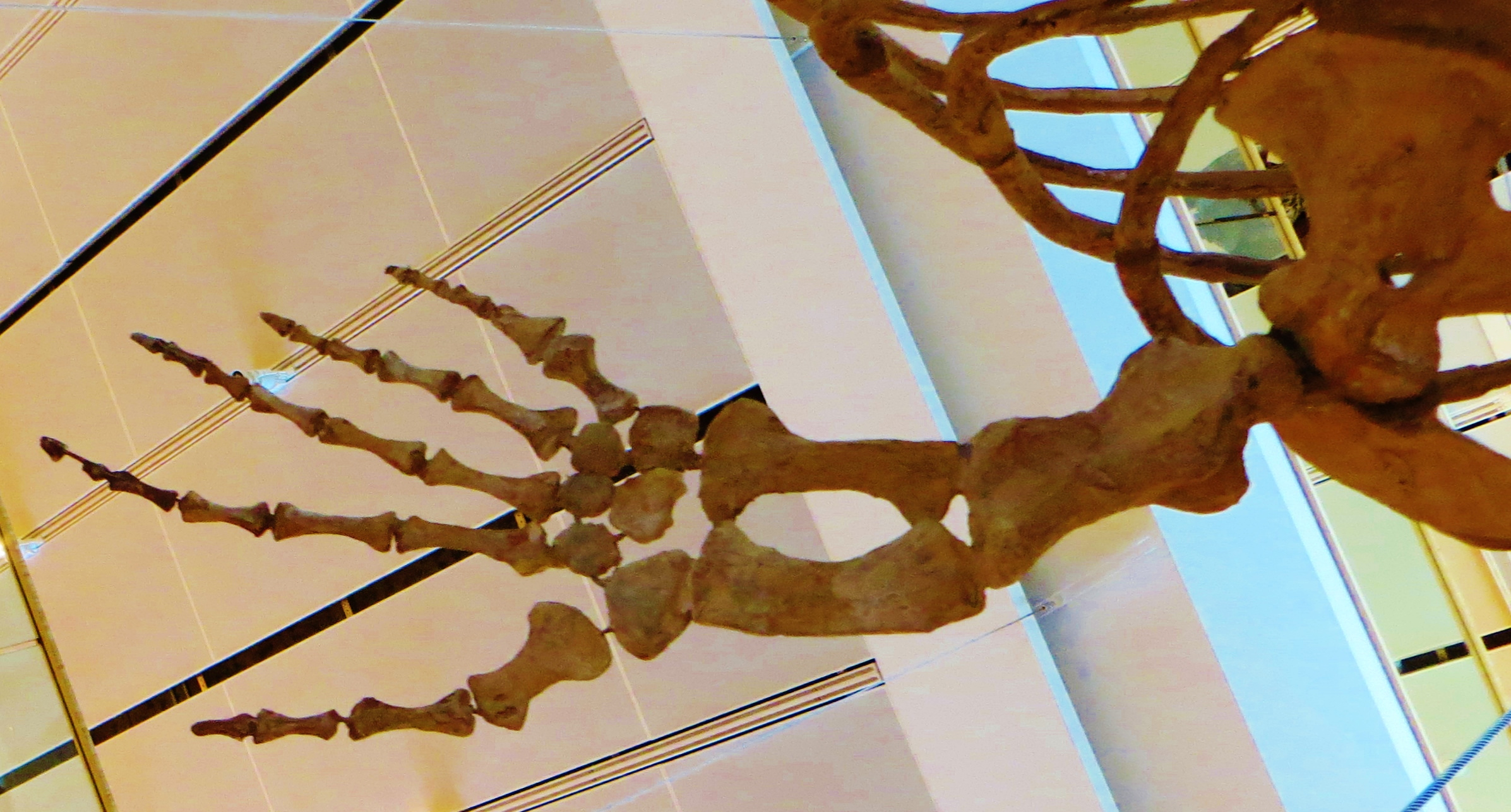
ハリサウルス・アランボウルギの前肢のヒレ

以下のクラドグラムはフォスフォロサウルス・ポンペテレガンスの記載で行われた小西卓哉らによる2015年の解析に基づくもので、ハリサウルスをハリサウルス亜科の最も基盤的な属として示しつつ本亜科内の系統関係を示す。この解析でプルリデンスとハリサウルス・オンコグナトゥスは除外されている。

|  | エオナタトル・ステルンベルギ                                                                                  |
|  | |
|  | \| \| フォスフォロサウルス・オルトリエビ \| \| \| \| \| \| フォスフォロサウルス・ポンペテレガンス \| \| \| \| |
|  | |
|  | フォスフォロサウルス・オルトリエビ                                                                            |
|  | |
|  | フォスフォロサウルス・ポンペテレガンス                                                                        |
|  | |

|  | フォスフォロサウルス・オルトリエビ     |
|  |                                        |
|  | フォスフォロサウルス・ポンペテレガンス |
|  |                                        |

|  | エオナタトル・ステルンベルギ                                                                                  |
|  | |
|  | \| \| フォスフォロサウルス・オルトリエビ \| \| \| \| \| \| フォスフォロサウルス・ポンペテレガンス \| \| \| \| |
|  | |
|  | フォスフォロサウルス・オルトリエビ                                                                            |
|  | |
|  | フォスフォロサウルス・ポンペテレガンス                                                                        |
|  | |

|  | フォスフォロサウルス・オルトリエビ     |
|  |                                        |
|  | フォスフォロサウルス・ポンペテレガンス |
|  |                                        |

|  | エオナタトル・ステルンベルギ                                                                                  |
|  | |
|  | \| \| フォスフォロサウルス・オルトリエビ \| \| \| \| \| \| フォスフォロサウルス・ポンペテレガンス \| \| \| \| |
|  | |
|  | フォスフォロサウルス・オルトリエビ                                                                            |
|  | |
|  | フォスフォロサウルス・ポンペテレガンス                                                                        |
|  | |

|  | フォスフォロサウルス・オルトリエビ     |
|  |                                        |
|  | フォスフォロサウルス・ポンペテレガンス |
|  |                                        |

|  | エオナタトル・ステルンベルギ                                                                                  |
|  | |
|  | \| \| フォスフォロサウルス・オルトリエビ \| \| \| \| \| \| フォスフォロサウルス・ポンペテレガンス \| \| \| \| |
|  | |
|  | フォスフォロサウルス・オルトリエビ                                                                            |
|  | |
|  | フォスフォロサウルス・ポンペテレガンス                                                                        |
|  | |

|  | フォスフォロサウルス・オルトリエビ     |
|  |                                        |
|  | フォスフォロサウルス・ポンペテレガンス |
|  |                                        |

ハリサウルスのうちハリサウルス・プラティスポンディルスとハリサウルス・アランボウルギの計2種が有効であると考えられている。かつて西部内陸海路の一部であったカンパニアンまたはサントニアンの堆積層から発見されたハリサウルス・オンコグナトゥスは、既知の標本の全てが第二次世界大戦で破壊されたため疑問名とされている。命名された種とは別に、本属に割り当てられた断片的な標本は世界中に存在する。その正当性には議論の余地があるものの、テキサス州のカンパニアン、カリフォルニア州のマーストリヒチアン、ペルーのサントニアンから出土しており、これらは本属の生息期間を大きく拡大することとなる。

### ハリサウルス・プラティスポンディルス
ハリサウルス・プラティスポンディルスはハリサウルスのタイプ種であり、オスニエル・チャールズ・マーシュが1869年に命名した。種小名は「平らな棘を持つ」を意味する。タイプ標本はマーストリヒチアンのニュージャージー州ニューエジプト層から出土した YPM 444（角骨と頭蓋底断片）。それに続く重要な標本には、NJSM 12146（ニュージャージー州 Navesink 層の頭蓋）と USNM 442450（メリーランド州の Severn 層から出土した不完全な骨格）がある。本種はデラウェア州の Mount 州と Merchantville からも出土しており、マーストリヒチアンの中期から後期にかけて北アメリカの東海岸中に分布していたことが示唆されている。
9本の歯を持つ翼状骨と前頭骨の前方の隆起がないこと、細く斜めになった方形骨、広く後方に丸みを帯びたが外鼻孔により、本種は他種から区別される。

### ハリサウルス・アランボウルギ

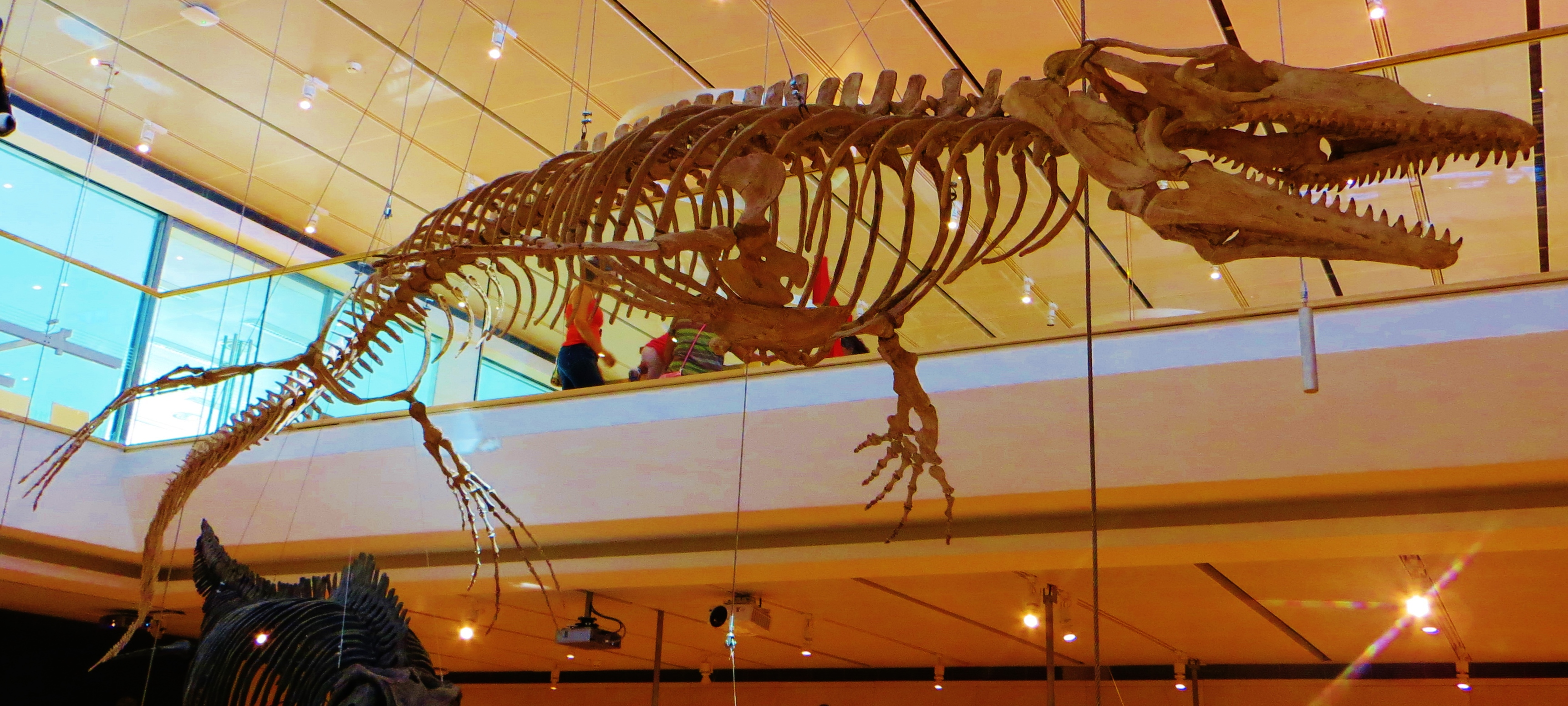
ハリサウルス・アランボウルギの骨格

ハリサウルス・アランボウルギは「アランブールの海トカゲ」を意味し、北アメリカと中東の脊椎動物化石を研究したカミーユ・アランブール (Camille Arambourg) 教授を称えたものである。
ハリサウルス・プラティスポンディルスと同様にハリサウルス・アランボウルギはマーストリヒチアン後期に生息していたが、化石は北アメリカと中東から発見されている。タイプ標本 MNHN PMC 14 は、モロッコ中央部 Khouribga 付近の Grand Daoui から出土した、バラバラになった頭骨と27個の繋がった脊椎を含む不完全な骨格である。
ハリサウルス・アランボウルギの化石にはハリサウルス・プラティスポンディルスから区別される明瞭な特徴が複数確認されており、外鼻孔の構造（前方でV字型、後方でU字型）や方形骨の形状（縦に楕円形の刻み目が存在する）、前頭骨の前方の隆起の存在がそれにあたる。翼状骨の歯はハリサウルス・プラティスポンディルスよりも3本多い12本である。